# قماطیه
قماطیه (به عربی: قماطیة) یک منطقهٔ مسکونی در لبنان است که در شهرستان عالیه واقع شده‌است. قماطیه ۰٫۸۷ کیلومتر مربع مساحت دارد.